# Arthrocnodax alatavicus
Arthrocnodax alatavicus är en tvåvingeart som beskrevs av Fedotova 2001. Arthrocnodax alatavicus ingår i släktet Arthrocnodax och familjen gallmyggor.
Artens utbredningsområde är Kazakstan. Inga underarter finns listade i Catalogue of Life.